# مشاوره فردی
الگو:در حال توسعه
مشاوره فردی یکی از شاخه‌های رایج در روان‌شناسی مشاوره‌ای و درمان روان‌شناختی است که هدف آن کمک به افراد برای شناخت بهتر خود، مقابله با چالش‌های زندگی و ارتقاء سلامت روان است. در این نوع مشاوره، مراجع در جلسات انفرادی با مشاور یا روان‌درمانگر ملاقات می‌کند تا مسائل شخصی خود را بررسی کند.

## اهداف
هدف‌های اصلی مشاوره فردی ممکن است شامل موارد زیر باشد:
- ارتقاء خودآگاهی و خودشناسی
- کاهش اضطراب، افسردگی یا استرس
- بهبود مهارت‌های مقابله‌ای
- تصمیم‌گیری بهتر در زمینه‌های شغلی، تحصیلی یا شخصی
- مدیریت روابط میان‌فردی و خانوادگی

## روش‌ها
مشاوران از رویکردهای مختلفی برای مشاوره فردی استفاده می‌کنند، از جمله:
- روان‌درمانی شناختی-رفتاری (CBT)
- درمان مبتنی بر پذیرش و تعهد (ACT)
- روان‌درمانی تحلیلی
- درمان مراجع‌محور (راجرزی)

## کاربردها
مشاوره فردی می‌تواند در موقعیت‌های مختلفی مؤثر باشد، از جمله:
- بحران‌های عاطفی یا خانوادگی
- افسردگی، اضطراب یا اختلالات خلقی
- مشکلات هویتی یا عزت‌نفس پایین
- مواجهه با سوگ یا از دست دادن
- مشکلات شغلی یا تحصیلی

## تفاوت با سایر انواع مشاوره
در مقایسه با مشاوره زوجی یا خانواده‌درمانی، مشاوره فردی بر مسائل شخصی و درونی تمرکز دارد. در این نوع مشاوره، تمرکز صرفاً بر فرد است و تحلیل رابطه‌های او با دیگران در بستر تجربه فردی بررسی می‌شود.